# Stefan Flukowski

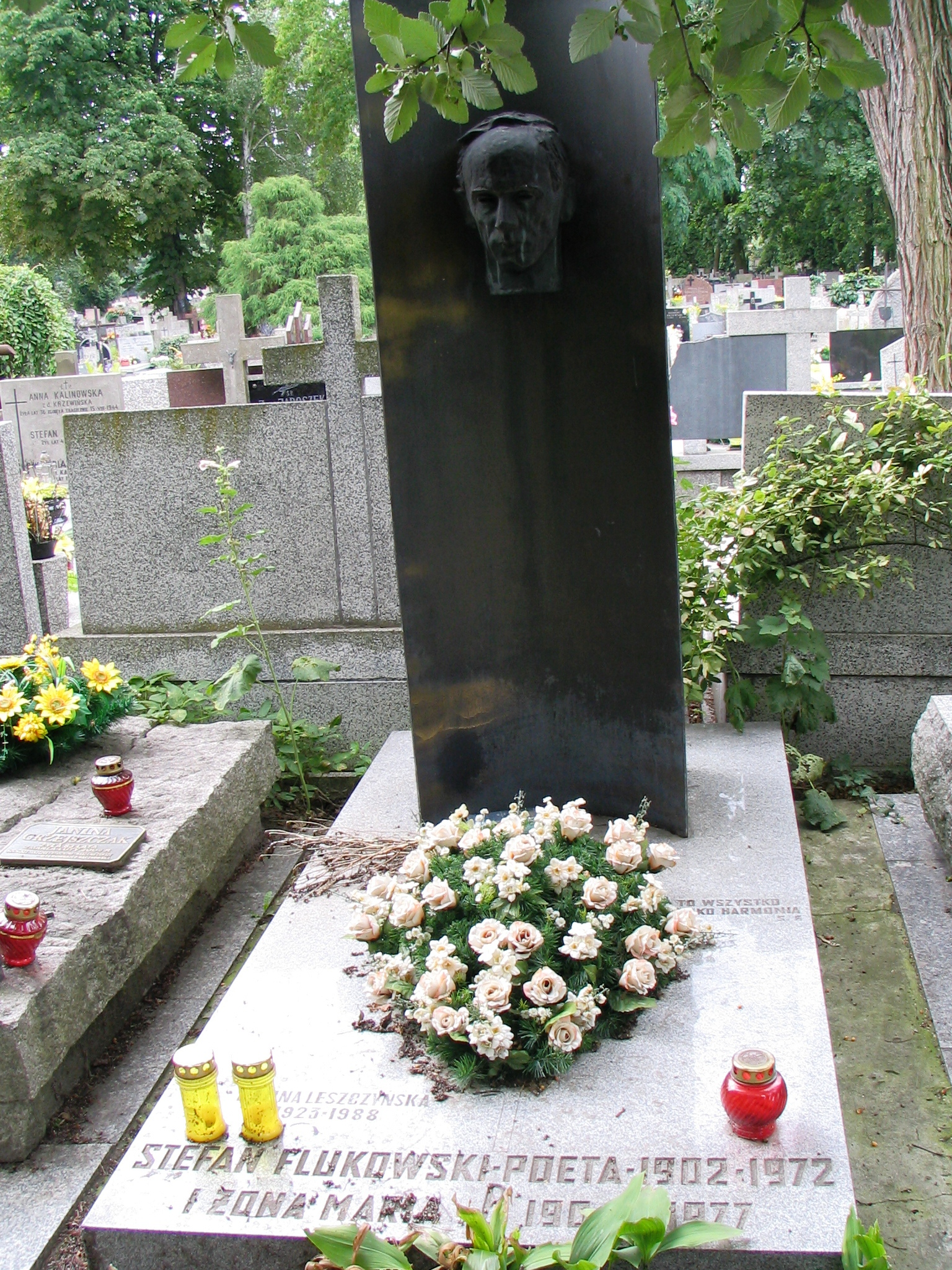
Grabmal auf dem Powązki-Friedhof

Stefan Flukowski (* 1902 in Warschau, Weichselland (Russland); † 1972 in Świnoujście, Volksrepublik Polen) war ein polnischer Dichter und Übersetzer der Zeit des Zweiten Weltkriegs sowie Soldat.

## Leben
Flukowski stammte aus einer Handwerkerfamilie. Er studierte an der Humanistischen Fakultät sowie Rechtswissenschaft an der Universität Warschau. Danach arbeitete er als Referendar und Assessor. Er war Mitbegründer der Literatengruppe Kwadryga. Dort feierte er 1927 sein literarisches Debüt. Daneben publizierte er in zahlreichen Warschauer Zeitschriften, unter anderem im Tygodnik Illustrowany. Sein künstlerisches Schaffen war von der Krakauer Avantgarde beeinflusst. Später war er einer der Wegbereiter des Surrealismus in der polnischen Lyrik. Beim deutschen Überfall auf Polen kämpfte er im Rang eines Offiziers bei Grodno und geriet in deutsche Kriegsgefangenschaft. Er wurde in den Lagern Offizierslager II B Arnswalde und Offizierslager II C interniert. In den Offizierslagern beteiligte er sich als Dramaturg und schrieb einige Stücke für das jeweilige Lagertheater. Nach dem Krieg ließ er sich in Krakau nieder, wo er ab 1946 am Juliusz-Słowacki-Theater arbeitete. Er wurde auch zum Leiter der Krakauer Abteilung des Verbands der Polnischen Literaten. Auch nach dem Krieg publizierte er zahlreiche Werke in literarischen Zeitschriften, unter anderem im Życie Literackie. 1950 ging er nach Warschau, wo er Redakteur der Nasza Księgarnia und Leiter des Jugendpalastes wurde. Er starb unerwartet während eines Kuraufenthalts in Świnoujście auf der Insel Usedom. Er wurde auf dem militärischen Teil des Powązki-Friedhofs beigesetzt.

## Werk
Sein Schaffen stand der Krakauer Avantgarde nahe. Während Tadeusz Peiper und Julian Przyboś versuchten, die Ewigkeit in Bildern der Gegenwart oder des Alltags auszudrücken, tat Flukowski genau das Gegenteil: Durch die Metapher der Ewigkeit stellte er die Zyklizität der Gegenwart dar. Gleichzeitig widersetzte sich der Dichter der damals verbreiteten Innovationslust in der Form und forderte stattdessen sprachliche Einfachheit.
Flukowskis Lyrik verherrlichte die Arbeit als grundlegenden Wert der Welt. Ein wiederkehrendes Motiv in seinem Werk war die Darstellung alltäglicher menschlicher Tätigkeiten als eine Fortsetzung des göttlichen Schöpfungsaktes.

### Lyrik
- Słońce w kieracie (1929)
- Dębem rosnę (1932)
- Napomknięte cieniem (1961)
- Rzeka gwiazdy (1965)
- Po stycznej słońca (1971)
- Oko byka (1973)
- Olimpijskie strofy (1976)

### Prosa
- Pada deszcz (1931) – Erzählband
- Urlop bosmanmata Jana Kłębucha (1939) – Roman
- Płomień róży (1959) – biografische Erzählung über Słowacki und Norwid

### Drama
- Odys u Feaków (1939)
- Tęsknota za Julią (1940)
- Jajko Kolumba (1941)
- Gwiazda dwóch horyzontów
- Chwila królewskiej niemocy
- Oranżeria (1949)